# Thamniopsis standleyi
Thamniopsis standleyi là một loài rêu trong họ Pilotrichaceae. Loài này được (E.B. Bartram) B. H. Allen mô tả khoa học đầu tiên năm 2010.